# Orlando Ramírez
Orlando Aliro Ramírez Vera (Santiago de Chile, 1943. május 7. – Santiago de Chile, 2018. július 26.) chilei válogatott labdarúgó.

## Pályafutása

### A válogatottban
1962–1968 között 14 alkalommal szerepelt a chilei válogatottban és 2 gólt szerzett. Részt vett az 1966-os világbajnokságon.

## Sikerei, díjai
Universidad Católica
- Chilei bajnok (1): 1961